# Presse écrite en Égypte
 (juin 2023).
La presse égyptienne est une presse majoritairement écrite en arabe. Elle existe depuis la fin du XVIIIe siècle.

## Histoire
La presse écrite en Égypte débute par l'importation de la première presse typographique par le général français Bonaparte en juillet 1798, pendant la campagne d'Égypte.

### Premiers titres
- Le Courrier d’Égypte (1798), principalement militaire
- La Décade égyptienne, de l'Institut d'Égypte (1798), journal littéraire et d’économie politique
- Al-Waqae'a Al-Masreya (Les événements égyptiens) (fondé en 1828)
- Al-Ahram Weekly (1875, en anglais) (Al-Ahram Hebdo en 1993, en français)
- Al-Ahram (1876, Les Pyramides)
- Abou Naddara (L'homme aux lunettes), journal satirique en arabe dialectal, fondé en 1877 par Yaqub Sannu (1839-1912)
- Egyptian Gazette (1880)
- Le Progrès égyptien (1893, en français)
- Al-Jamia (L'Université, initialement nommé L'Université ottomane) (Alexandrie, 1899)
- Majallat al-sayyidāt wa-al-banāt (Magazine des femmes et des filles), (Alexandrie, 1903, par Rose Antoun (1882-1955)
- L'Égyptienne (1925-1940), de Huda Sharawi (1879-1947)

Les premiers journaux du monde arabe sont égyptiens : il s'agit de Al-Waqae'a Al-Masreya (Les événements égyptiens), fondé en 1828, Al-Ahram (Les Pyramides), fondé en 1876, et Abou Naddara (L'homme aux lunettes), fondé en 1877 par Yaqub Sannu, rédigé en arabe dialectal égyptien, premier journal satirique arabe.
En 1951, on répertorie 400 journaux égyptiens en arabe (contre 200 en 1938) et 150 dans d'autres langues (anglais, arménien, français, hébreu, persan, turc, etc.).
Un projet du Centre d'études alexandrines (1990) consiste à numériser la presse francophone d'Égypte.
- Magazines littéraires égyptiens : Adab wa Naqd, Akhbar Al-Adab, Az-Zuhur (magazine), Al-Hilal (magazine), Ibdaa (magazine), Weghat Nazar.

## Liste des journaux égyptiens (par ordre alphabétique)

### Al-Ahram
En langue arabe, quotidien, en ligne

### Al-Ahram Hebdo
En langue française, hebdomadaire, en ligne chaque mercredi
Adresse postale : Journal Al-Ahram Hebdo, rue Al-Gaala, Le Caire - Égypte
Président du conseil d'administration :  Ahmad Al-Sayed Al-Naggar
Rédacteur en chef : Hicham Mourad

### Al-Ahram Weekly
En langue anglaise, hebdomadaire, en ligne chaque jeudi, fondé en 1875
Adresse postale : Al-Ahram Weekly, rue Al-Gaala, Le Caire - Égypte
Président du conseil d'administration : Salah Al-Ghamry
Rédacteur en chef : Assem El-Kersh

### Al-Akhbar
En langue arabe, en ligne

### Al-Dustour
« La Constitution » est un quotidien indépendant, en ligne, fondé en 1995.

### Al-Gomhuria
En langue arabe, quotidien en ligne

### Al-Masri al-youm
Fondé en 2002, en langue arabe, en ligne

### Al-Messa
En langue arabe, en ligne

### Al-Shaab
En langue arabe, en ligne

### Al-Tahrir
« Libération », nommé en référence à la place Tahrir, lieu de rassemblement des manifestants, a été créé en 2011.

### Al Wafd
En langue arabe, en ligne
Journal proche du parti Néo-Wafd (nouveau Wafd)

### Daily News Egypt
En langue anglaise

### Egyptian Gazette
En langue anglaise, en ligne, fondée en 1880

### La Revue d'Égypte
En langue française, bimestriel (janvier, mars, mai, juillet, septembre, novembre), en ligne, créé en décembre 2002, sa parution a cessé début 2006.

### Le Progrès égyptien
Le Progrès égyptien, journal en langue française, quotidien, en ligne, fondé en 1893 ; version hebdomadaire : Progrès Dimanche
Président du conseil d'administration : Abo Elhadeed
Rédacteur en chef : Ahmed El-Bardissi

## Presse non arabophone
Certaines publications arabophones ont une partie de site en anglais.
Certaines publications non arabophones ont un site partiellement en arabe.
Anglais : 
- Egypt Daily News[4]
- Daily News Egypt (2005-)[4]
- Egypt Independent (2011-)[5]
- Egyptian Streets (2012-)[6]
- Egypt News
- Egypt Today (1979-)[7]
- The Egyptian Gazette (1880-)[8]
- Egyptian Mail
- Mada Masr (2013-)[9]
- The Middle East Observer[10]
- Middle East Times[11]

Arménien : Arev (1915, quotidien), Housaper (1915, quotidien), Tchahagir (1948, mensuel, hebdomadaire, quotidien, selon les époques)
Français : Al-Ahram Hebdo (1994-), Le Bosphore Égyptien (en) (1878-1894), Courier de l'Égypte (1798-1801), Le Progrès égyptien (1893-)
Persan : Hekmat (1892-1911), Parvaresh (1900-1902), Sorayya (1898-1900)
Turc ottoman : Mizan (1886-1909, hebdomadaire)